# Гудак Роман Семенович
Роман Семенович Гудак (нар. 16 червня 1992, Монастирець, Львівська область, Україна) — український футболіст, півзахисник.

## Життєпис
Вихованець академії львівських «Карпат», куди потрапив у юнацькому віці. У чемпіонаті України (ДЮФЛ) грав за команду «УФК Карпати» (Львів). У сезоні 2012/13 був заявлений «Карпатами» на матчі Прем'єр-ліги, але дебютувати йому так і не вдалося. У тому сезоні Роман двічі пробився до основного складу, проте в обох випадках він залишився у запасі.
Більшість матчів провів за молодіжний склад «зелених левів», також на початку кар'єри, а саме в 17-річному віці провів один сезон у другій лізі України виступаючи за «Карпати-2», в тому ж сезоні Роман разом із командою брали участь в першому та єдиному розіграші кубка української ліги. Згодом провів і ще два сезона за другу карпатівську команду але це вже був аматорський рівень.
У 2014 році на правах оренди перейшов до складу тернопільської «Ниви», де зміг закріпитися і стати ключовим гравцем першолігової команди. У лютому 2016 року став гравцем «Полтави», у складі якої зіграв 12 матчів і у грудні того ж року залишив команду.
1 березня 2017 року підписав контракт з «Буковиною». У липні 2017 року припинив співпрацю з чернівецькою командою та став гравцем ФК «Тернополя». Але незабаром тернопільська команда припинила виступи в першості України, а Роман перейшов до складу ФК «Нива» (Вінниця), з якою влітку 2018 року продовжив контракт і ще на один рік (хоч при цьому зазнав важкої травми, яка призвела до тривалого лікування та реабілітації).
У лютому 2019 року підписав контракт з «Калушом», який перед стартом весняної частини являвся одним із лідерів друголігової першості. В результаті за калуський клуб Роман виступав до зимового міжсезоння 2019/20 та за цей час провів 20 офіційних матчів.

## Статистика
Станом на 27 лютого 2020 року
| Клуб                | Ліга            | Сезон   | Чемпіонат | Чемпіонат | Кубок | Кубок | Кубок ліги | Кубок ліги | Дубль | Дубль |
| Клуб                | Ліга            | Сезон   | Ігри      | Голи      | Ігри  | Голи  | Ігри       | Голи       | Ігри  | Голи  |
| ------------------- | --------------- | ------- | --------- | --------- | ----- | ----- | ---------- | ---------- | ----- | ----- |
| Карпати-2 (Львів)   | Друга ліга      | 2009/10 | 19        | 0         |       |       | 4          | 0          |       |       |
| Карпати-2 (Львів)   | Чемп. Льв. обл. | 2010    | 8         | 0         |       |       |            |            |       |       |
| Карпати-2 (Львів)   | Чемп. Льв. обл. | 2011    | 13        | 0         |       |       |            |            |       |       |
| Карпати (Львів)     | Прем'єр-ліга    | 2011/12 |           |           |       |       |            |            | 18    | 0     |
| Карпати (Львів)     | Прем'єр-ліга    | 2012/13 |           |           |       |       |            |            | 28    | 1     |
| Карпати (Львів)     | Прем'єр-ліга    | 2013/14 |           |           |       |       |            |            | 15    | 0     |
| Нива (Тернопіль)    | Перша ліга      | 2014/15 | 28        | 0         | 1     | 0     |            |            |       |       |
| Нива (Тернопіль)    | Перша ліга      | 2015/16 | 17        | 1         | 1     | 0     |            |            |       |       |
| Полтава             | Перша ліга      | 2015/16 | 8         | 0         |       |       |            |            |       |       |
| Полтава             | Перша ліга      | 2016/17 | 4         | 0         |       |       |            |            |       |       |
| Буковина (Чернівці) | Перша ліга      | 2016/17 | 13        | 0         |       |       |            |            |       |       |
| Тернопіль           | Друга ліга      | 2017/18 | 4         | 0         | 1     | 0     |            |            |       |       |
| Нива (Вінниця)      | Друга ліга      | 2017/18 | 16        | 0         |       |       |            |            |       |       |
| Нива (Вінниця)      | Друга ліга      | 2018/19 | 3         | 0         |       |       |            |            |       |       |
| Калуш               | Друга ліга      | 2018/19 | 10        | 0         |       |       |            |            |       |       |
| Калуш               | Друга ліга      | 2019/20 | 8         | 0         | 2     | 0     |            |            |       |       |